# Estació de Torelló
Torelló és una estació de ferrocarril propietat d'adif situada a la població de Torelló a la comarca d'Osona. L'estació es troba a la línia Barcelona-Ripoll per on circulen trens de la línia R3 de Rodalies de Catalunya operat per Renfe Operadora.
Aquesta estació de l'antiga línia de Barcelona a Sant Joan de les Abadesses (actualment el tram Ripoll - Sant Joan és una via verda) va entrar en servei l'any 1879 quan es va obrir el tram entre Vic i Torelló.

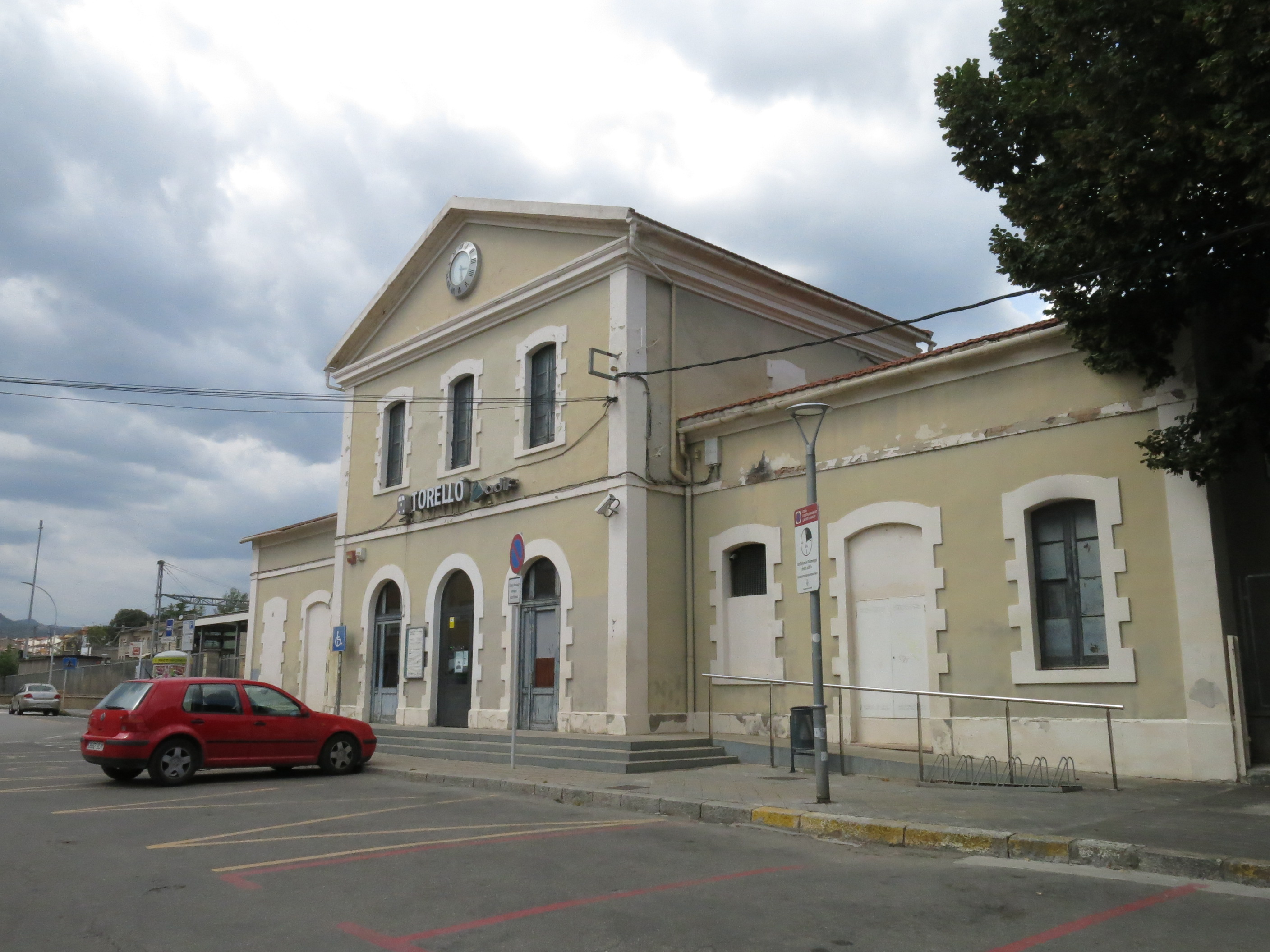
L'edifici de l'estació.

L'any 2016 va registrar l'entrada de 67.000 passatgers.
En el seu origen no disposava de marquesina. Per la seva instal·lació es van haver d'aixecar els dos mòduls laterals. L'actuació va tenir lloc vers 1928 coincidint amb la electrificació de la línia. Cal dir que les estacions de Torelló, Manlleu i Sant Quirze de Besora son idèntiques.

## Serveis ferroviaris
| Rodalia de Barcelona      |         |                       |                                            |                        |
| Procedència/Destinació    | <       | Línia                 | >                                          | Procedència/Destinació |
| L'Hospitalet de Llobregat | Manlleu |                       | Borgonyà                                   | Ripoll                 |
| L'Hospitalet de Llobregat | Manlleu | Sant Quirze de Besora | Ribes de Freser Puigcerdà La Tor de Querol |                        |